# Energetický meziprostor
Energetický meziprostor je jedním ze základních architektonických prvků využívaných v ekologické a energeticky šetrné architektuře na získání pasivních solárních zisků a eliminace úniku tepla do venkovního prostředí.

## Charakteristika
Pokud kompaktní obalovou konstrukci na rozhraní mezi interiérem a exteriérem nahradíme vzduchovou mezerou, vznikne kvalitativně nový druh rozhraní, tzv. nárazový prostor.
Nárazový prostor tvoří vlastně dvojitý obal – většinou jsou to dvě zasklené stěny nebo zasklená stěna na venkovní straně a masivní stěna na vnitřní straně. U tradiční masivní obvodové konstrukce jsou fyzikální vlastnosti konstantní, naopak, změny v nárazovém prostoru se mění v závislosti na změnách venkovního prostředí. Díky tomu budova efektivně reaguje na měnící se podmínky venkovního prostředí. Nárazový prostor může být vytvořený určitým stavebně - technickým řešením (interaktivní stěny) nebo objemově – dispozičním řešením (podkrovní prostor, teplotní zónování...). Pokud vzduchová mezera získá rozměry, které umožňují pobyt člověka v takto vytvořeném prostoru, vzniká meziprostor.
Z hlediska ohraničení rozhraní rozlišujeme meziprostor otevřený nebo uzavřený . Příklady otevřených meziprostor jsou lodžie, pavlač, kolonáda, vnitřní dvůr a ulice. Příklady uzavřených meziprostor jsou zimní zahrada, skleník, kryté atrium a pasáž. Uzavřený prostor je zpravidla opticky propojený s venkovním prostorem.

## Princip meziprostoru
Funguje na principu toku energie s vyšší koncentrací do města s nižší koncentrací. Vytvoření vzduchové vrstvy mezi dvěma konstrukcemi dochází ke zpomalení přesunu tepla do venkovního prostředí, teplo se konzervuje a snižují se tak tepelné ztráty. Naopak v zimě vlivem slunečního záření dochází k tepelným přínosům. Z tohoto důvodu se zpravidla netemperuje. Rovněž zabezpečuje ochranu před přímými povětrnostními vlivy (slunce, déšť, vítr, sníh,...) a rozšiřuje prostory obyvatelného prostředí.

## Historie
Koncepce meziprostoru není výdobytkem moderní doby. Objevuje se v rozličných formách a na rozličných místech už od času Sokrata, když se objevuje Sokratův dům, který vychází z řeckého megaronu se vstupním portikem, který je přechodným prostorem z exteriéru do interiéru. Hojné zastoupení měl už v časech antiky. Využíval ve formě peristylu, portikusu, stoi (stoa) a i., které se nejprve různě prostorově a funkčně modifikovaly (příkladem je podloubí u radnice nebo měšťanského domu nebo gánok, který sloužil jako přístřešek ). K jakési renesanci meziprostorů nastala v 70. letech, když se začala ve větším množství stavět energeticky šetrnější architektura. Objevují se zasklené pasáže, atria a zasklené fasády se orientují na jižní stranu.

## Typy meziprostorů
Z hlediska využití rozeznáváme následující základní typy meziprostorů: užitkový, komunikační, resp. shromažďovací a obytný.

### Užitkový meziprostor
Užitkový meziprostor plní zejména praktické funkce. Jde o vytváření prostoru, který zlepšuje energetickou bilanci budovy, zabraňuje ochlazování a získává energii ze slunce. Doplňkově se může používat pro určité účely např. hospodářský balkón, skladovací prostor, světlík či energetická respirační fasáda. Tento poslední uvedený typ respirační fasády se v současnosti využívá v poměrně velkém počtu projektů, zejména u občanské vybavenosti a v administrativních budovách.

### Komunikační (shromažďovací) meziprostor
Komunikační či shromažďovací prostory jsou většinou prostory veřejného charakteru. Jsou to například podloubí, pavlače, pasáže, atria a kryté vnitřní dvory. Mnohé bývají překryté zasklenými subtilními konstrukcemi a dosahují tak vysoké estetické a architektonické působnosti.

### Obytný meziprostor
Obytný meziprostor je především konstruován tak, aby vyhovoval hygienickým požadavků pro pobyt člověka, přičemž se předpokládá určitý teplotní komfort pro lehkou duševní nebo fyzickou práci. Používají se v domech, v hotelech a v administrativních budovách jako pavlače, obytná atria a zimní zahrady.